# Teja Gregorinová
Teja Gregorinová (* 29. června 1980 Lublaň) je bývalá slovinská biatlonistka a běžkyně na lyžích. Na Zimních olympijských her 2014 získala bronzovou medaili ve stíhacím závodě. Je zároveň dvojnásobnou stříbrnou medailistkou z biatlonových světových šampionátů, když jako druhá dojela na Mistrovství světa 2012 se slovinskou smíšenou štafetou o sedm let později vytrvalostním závodě.
Ve světovém poháru nevyhrála žádný individuální ani kolektivní závod. Kromě druhého místa z mistrovství světa byla nejlépe byla třikrát třetí.
Do roku 2002 se věnovala běhu na lyžích a v tomto odvětví se zúčastnila i Olympijských her 2002.
V roce 2017 vyšlo zpětně najevo, že měla během vancouverské olympiády pozitivní test na doping, za což dostala dvouletý trest zákazu závodění. Zpětně tak byla diskvalifikována za období od 7. února 2010 do téhož dne roku 2012 a všechny její výsledky za toto období byly vymazány.

## Olympijské hry a mistrovství světa
| Sezóna  | D   | Místo                | SP  | SZ  | HZ  | IZ  | ŠT  | SŠT | Věk    |
| ------- | --- | -------------------- | --- | --- | --- | --- | --- | --- | ------ |
| 2003/04 | MS  | Oberhof              | 67. | –   | –   | 51. | 10. | –   | 23 let |
| 2004/05 | MS  | Hochfilzen           | DNS | –   | –   | 18. | 8.  | –   | 24 let |
| 2005/06 | ZOH | Turín                | 14. | 16. | 19. | 18. | 6.  | –   | 25 let |
| 2006/07 | MS  | Anterselva           | 11. | 7.  | 15. | 13. | 4.  | 4.  | 26 let |
| 2007/08 | MS  | Östersund            | 32. | 31. | 14. | 6.  | 12. | 9.  | 27 let |
| 2008/09 | MS  | Pchjongčchang        | 64. | –   | 13. | 2.  | –   | 12. | 28 let |
| 2009/10 | ZOH | Vancouver            | 9.  | 9.  | 5.  | 36. | 8.  | –   | 29 let |
| 2010/11 | MS  | Chanty-Mansijsk      | 14. | 18. | 5.  | 30. | –   | 10. | 30 let |
| 2011/12 | MS  | Ruhpolding           | 11. | 12. | 13. | 11. | –   | 2.  | 31 let |
| 2012/13 | MS  | Nové Město na Moravě | 39. | 32. | 8.  | 25. | 17. | 5.  | 32 let |
| 2013/14 | ZOH | Soči                 | 15. | 3.  | 4.  | 11. | –   | –   | 33 let |
| 2014/15 | MS  | Kontiolahti          | –   | –   | –   | –   | 23. | –   | 34 let |
| 2015/16 | MS  | Oslo                 | 30. | 47. | –   | 23. | 9.  | 13. | 35 let |
| 2016/17 | MS  | Hochfilzen           | 30. | 35. | 5.  | 12. | 17. | 18. | 36 let |

Poznámka: Výsledky z mistrovství světa se započítávají do celkového hodnocení světového poháru, výsledky z olympijských her se dříve započítávaly, od olympijských her v Soči se nezapočítávají.